# Samuel Kotz
Samuel Kotz (* 30. August 1930 in Harbin, China; † 16. März 2010 in Silver Spring, Maryland, USA) war ein US-amerikanischer Statistiker russisch-jüdischer Herkunft. Er wurde in Fachkreisen durch mehrere Standardwerke in Statistik und Wahrscheinlichkeitstheorie bekannt und war Mitherausgeber der Encyclopedia of Statistical Sciences.

## Leben
Die Familie seines Vaters war 1919 aus dem russischen Ufa ins mandschurische Harbin geflohen. Kotz wuchs dort auf und begann ein Studium der Elektrotechnik. 1949 emigrierte er nach Israel, wo er zwei Jahre in Diensten der Armee stand, vorwiegend als Ausbilder für Mathematik. Danach nahm er ein Studium an der Hebräischen Universität Jerusalem auf und schloss es 1956 ab. Im Anschluss daran arbeitete er beim Israelischen Wetterdienst. Über einen Kontakt mit Jacob Wolfowitz bekam er ein Stipendium der Cornell University und erhielt dort 1960 seinen Doktorgrad mit einer Schrift zur Informationstheorie.
Seine erste Station danach war 1962 die Universität Chapel Hill. Er wurde 1964 wissenschaftlicher Assistent an der Universität Toronto. 1967 erlangte er eine Professur für Mathematik an der Temple University in Philadelphia. Seine weiteren Stationen waren ab 1979 die University of Maryland, College Park als Professor an der dortigen Wirtschaftsfakultät und, nach seiner Pensionierung 1997, der Fachbereich Operations Research der George Washington University in Washington, D.C. Er starb im Jahr 2010.

## Forschung
Samuel Kotz hat als Autor oder Herausgeber 47 Monographien und Lexikonbände (mit-)veröffentlicht, darunter drei russisch-englische wissenschaftliche Wörterbücher, sowie über 280 weitere Veröffentlichungen.
Bis heute bekannt ist er vor allem durch zwei umfangreiche statistische Standardwerke:
- 1969 bis 1972 veröffentlichte er mit Norman Lloyd Johnson eine dreibändige Reihe Distributions in Statistics über Wahrscheinlichkeitsverteilungen. Die einzelnen Bände geben jeweils den damaligen Forschungsstand zu diskreten Verteilungen (Discrete Distributions, 1969), univariaten stetigen Verteilungen (Continuous Univariate Distributions, 1970) und multivariaten stetigen Verteilungen (Continuous Multivariate Distributions, 1972) wieder. 1992 bis 1997 erfolgte zusammen mit Adrienne W. Kemp bzw. N. Balakrishnan eine vierbändige Neuauflage, wobei die diskreten Verteilungen ebenfalls in uni- und multivariate Verteilungen auf zwei Bände aufgeteilt wurden.
- 1982 bis 1989 erschien die zehnbändige Encyclopedia of Statistical Sciences, unter der Chefherausgeberschaft von Johnson und Kotz. 2005 erschien von den Herausgebern Kotz, C. B. Read, N. Balakrishnan and B. Vidakovic eine 16-bändige Neuausgabe.[3]